# NGC 1572
NGC 1572 est une vaste galaxie spirale barrée située dans la constellation du Burin. NGC 1572 a été découverte par l'astronome britannique John Herschel en 1835.

## Caractéristiques

### Distance
Sa vitesse par rapport au fond diffus cosmologique est de 6 081 ± 10 km/s, ce qui correspond à une distance de Hubble de 89,7 ± 6,3 Mpc (∼293 millions d'al).
À ce jour, six mesures non basées sur le décalage vers le rouge (redshift) donnent une distance de 68,583 ± 7,073 Mpc (∼224 millions d'al), ce qui est à l'extérieur des valeurs de la distance de Hubble. Notons que c'est avec la valeur moyenne des mesures indépendantes, lorsqu'elles existent, que la base de données NASA/IPAC calcule le diamètre d'une galaxie et qu'en conséquence le diamètre de NGC 1572 pourrait être d'environ 88,8 kpc (∼290 000 al) si on utilisait la distance de Hubble pour le calculer.

### Luminosité dans l'infrarouge
NGC 1572 une galaxie lumineuse dans l'infrarouge et elle renferme des régions d'hydrogène ionisé. La luminosité de la galaxie NGC 1572 dans l'infrarouge lointain (de 40 à 400 µm)  est égale à 1,48 × 1011 {\displaystyle L_{\odot }} (1011,17{\displaystyle L_{\odot }}) et sa luminosité totale dans l'infrarouge (de 8 à 1 000 µm) est de 1,74 × 1011 {\displaystyle L_{\odot }} (1011,24{\displaystyle L_{\odot }}).

## Supernova
La supernova SN 2009la a été découverte dans NGC 1572 le 12 novembre 2009 conjointement par l'astronome amateur néo-zélandais Stu Parker et par l'astronome amateur sud africain Berto Monard. Cette supernova était de type Ia.